# Arun Shourie

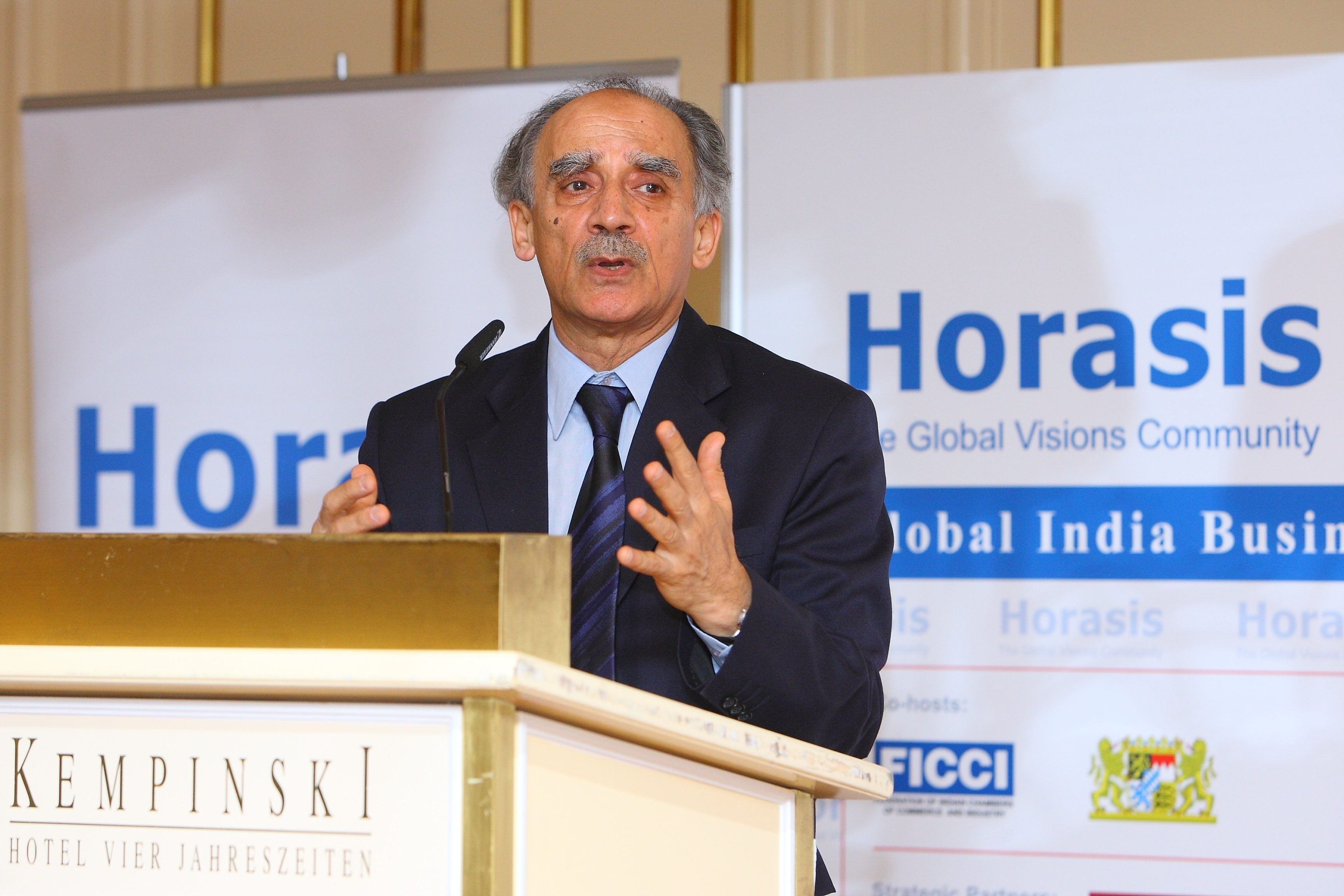
Arun Shourie (2009)

Arun Shourie (* 2. November 1941 in Jalandhar) ist ein indischer Journalist, Autor und Politiker der Bharatiya Janata Party (BJP). Er war als Ökonom bei der Weltbank tätig, war Berater der Planungskommission Indiens, Herausgeber des Indian Express und der Times of India und Staatsminister und Minister in der Regierung Vajpayee.

## Biographie
Arun Shourie promovierte in Wirtschaftswissenschaften an der Syracuse University in den Vereinigten Staaten und arbeitete für die Weltbank von 1967 bis 1978.
In 1979 ernannte Ramnath Goenka Shourie als Chefredakteur des Indian Express. Er erwarb sich den Ruf eines intelligenten, furchtlosen Schriftstellers und Redakteurs, der für die Pressefreiheit kämpfte,  Korruption aufdeckte und die bürgerlichen Freiheiten verteidigte.
Er ist auch als Autor tätig. Seine Schriften haben ihm eine beträchtliche Anhängerschaft gewonnen.

## Bibliographie
- Does He Know a Mother's Heart? How Suffering Refutes Religions (2011, ISBN 978-93-5029091-0)
- We Must Have No Price
- Worshipping False Gods (2012, ISBN 978-93-5029343-0)
- A Secular Agenda: For Saving Our Country, for Welding it (1993, ISBN 978-81-900199-3-4),
- Eminent Historians: Their Technology, Their Line, Their Fraud (1998, ISBN 81-900199-8-8)
- Falling Over Backwards: An essay against Reservations and against Judicial populism (2012, ISBN 978-93-5029355-3)
- The World of Fatwas or the Sharia in Action: (2012, ISBN 978-93-5029342-3)
- Are We Deceiving Ourselves Again
- Where Will All This Take Us
- The Parliamentary System
- Courts and their Judgements: Premises, Prerequisites, Consequences
- Governance and the sclerosis that has set in (2005, ISBN 978-81-291-0524-0)
- Harvesting Our Souls
- Hinduism: Essence and Consequence
- Indian Controversies
- Individuals, Institutions, Processes : How One may Strengthen the Other in India Today
- Institutions in the Janata Phase
- Missionaries in India
- Arun Shourie and his Christian critics
- Mrs Gandhi's Second Reign
- Only Fatherland : Communists, 'Quit India,' and the Soviet Union
- Religion in Politics
- Symptoms of Fascism
- These Lethal, Inexorable Laws: Rajiv, His Men and His Regime
- The State As Charade: V. P. Singh, Chandra Shekhar and the Rest
- Will the Iron Fence Save a Tree Hollowed by Termites?
- Self=Deception : India’s China Policies Origins, Premises, Lessons - Lessons the Chinese Taught Pandit Nehru but Which We Refuse to Learn ISBN 978-93-5116093-9
- with Sita Ram Goel, Harsh Narain, Jay Dubashi and Ram Swarup, Hindu Temples - What Happened to Them Vol. I, (A Preliminary Survey) (1990, ISBN 81-85990-49-2)
- with Sita Ram Goel, Koenraad Elst, Ram Swarup, Freedom of expression — Secular Theocracy Versus Liberal Democracy, Voice of India (1998).
- with Arun Jaitley, Swapan Dasgupta, Rama J Jois, Harsh Narain-The Ayodhya Reference:Suprema Court judgment and commentaries, Voice of India (1994)